# Conostigmus notialis
Conostigmus notialis är en stekelart som beskrevs av Paul Dessart 1997. Conostigmus notialis ingår i släktet Conostigmus och familjen trefåresteklar. Inga underarter finns listade i Catalogue of Life.